# Museo Golgi
Il Museo Camillo Golgi è un museo scientifico dell’Università degli Studi di Pavia dedicato al premio Nobel Camillo Golgi (che insegnò nell’ateneo pavese) e ai suoi allievi.

## Storia
Il Museo Camillo Golgi, fondato nel 2012 a Palazzo Botta Adorno, nasce dalla volontà di ricostruire le vicende di quello che nei decenni successivi all’Unità d’Italia fu uno dei centri di ricerca biomedica più importanti d’Europa, definito da Paolo Mantegazza: «il laboratorio dove si fa ogni giorno una scoperta». La particolarità del museo è che è collocato negli stessi ambienti in cui operarono sia Golgi sia i suoi allievi, sale e laboratori che conservano sia gli originali arredi sia gli strumenti scientifici dell’epoca, in modo da permettere al visitatore di addentrarsi all’interno di un centro di ricerca ottocentesco.

## Descrizione
Il percorso museale è strutturato su più sale:

### La sala dei direttori
Nella prima sala, dove è ricostruito lo studio del direttore dell’Istituto, i visitatori possono comprendere le origini e i frutti dell’opera del primo Nobel italiano per la medicina e le vicende scientifiche (ma anche umane) di Paolo Mantegazza, Giulio Bizzozero, Aldo Perroncito, Emilio Veratti e Piera Locatelli (prima donna a dirigere l’Istituto). La sala conserva, grazie agli arredi e ai complementi assolutamente originali, permette al visitatore di calarsi (anche visivamente) nell’atmosfera dell’epoca.

### La sala Camillo Golgi

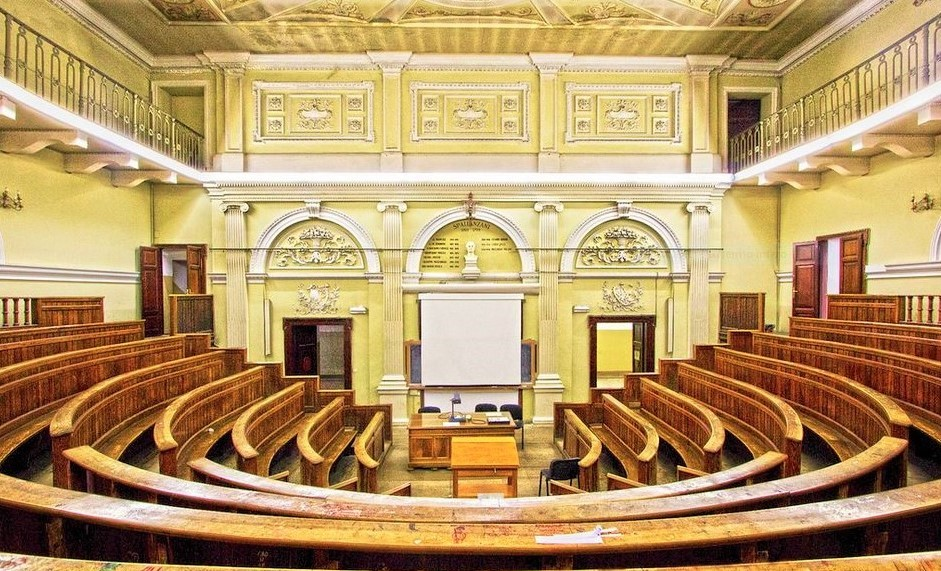
L'Aula Golgi

La sala è dedicata alle più importanti scoperte di Camillo Golgi: la reazione nera, gli importanti contributi negli studi sulla malaria e la scoperta dell’apparato reticolare interno (avvenuta proprio nei laboratori di palazzo Botta Adorno). Nella sala sono esposte pubblicazioni scientifiche, strumenti, quali: siringhe, microtomi, microscopi, camere lucide, lastre fotografiche originali delle preparazioni istologiche e un apparato di fotomicrografia. Al centro della sala, sopra un tipico tavolo da laboratorio tardo–ottocentesco, sono posizionati numerosi microscopi risalenti all’anno 1900 dai quali si possono scrutare vetrini istologici del tempo.

### La sala degli allievi

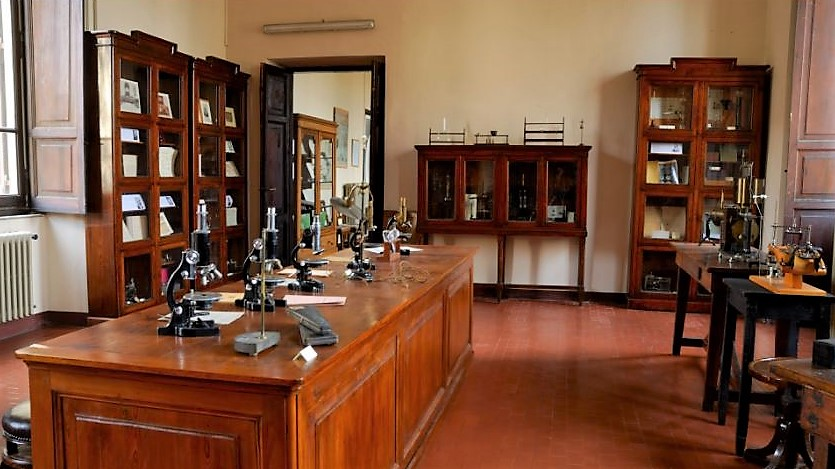
Il laboratorio di Camillo Golgi.

La sala illustra le scoperte scientifiche e le vicende dei più noti allievi di Camillo Golgi: Emilio Veratti, Giovanni Marenghi, Adelchi Negri e Aldo Perroncito. In particolare, Perroncito, dotato di grande carismatica e in grado di accendere grandi entusiasmi nei giovani ricercatori, sembrava indirizzato a proseguire sulla scia della celebre tradizione della scuola pavese. Grazie a Lui molti giovani ricercatori allargarono i loro campi d’indagine verso nuovi studi, all’epoca innovativi, quali quello delle rigenerazioni e dei trapianti, ma purtroppo prematura scomparsa di Perrocito mise termine alle sue indagini.

### Il Museo di Storia della Farmacia
All’interno del museo, alcuni ambienti sono dedicati all’antico Museo di Storia della Farmacia. Purtroppo, diversamente da altre collezioni universitarie, questa ha subito alcuni depauperamenti, e il numero di reperti conservato è minore rispetto a quello originario, tuttavia, la ricchezza e ricercatezza dei pezzi permette ancora di cogliere lo stretto legame che univa gli arredi e gli strumenti farmaceutici all’arte.